# Еурику Гаспар Дутра
Еурику Гаспар Дутра (на португалски: Eurico Gaspar Dutra) е бразилски офицер и политик от Социалдемократическата партия. Той е 16-и президент на Бразилия.
Той е роден на 18 май 1883 година в Куяба, щата Мату Гросу. Постъпва на служба в армията и достига до звание маршал, като от 1936 до 1945 година е военен министър на Бразилия. През 1946 година става първият избран президент след възстановяването на демократичното управление в страната, като остава на поста до 1951 година.
Еурику Гаспар Дутра умира на 11 юни 1974 година в Рио де Жанейро.